# Pycnolaimus pygmaeus
Pycnolaimus pygmaeus is een rondwormensoort uit de familie van de Plectidae. De wetenschappelijke naam van de soort is voor het eerst geldig gepubliceerd in 1906 door Cobb.